# 도큐 백화점
주식회사 도큐 백화점(일본어: 株式会社 東急百貨店)은 일본의 백화점이다.
도쿄 급행 전철의 주요 자회사이다. 도큐 그룹에 속한다.

## 점포
- 본점(도겐자카)
- 도요코 점(시부야)
- 기치조지 점(기치조지)
- 다마 플라자 점(요코하마시 아오바구)
- 삿포로 점(홋카이도 삿포로시 주오구)

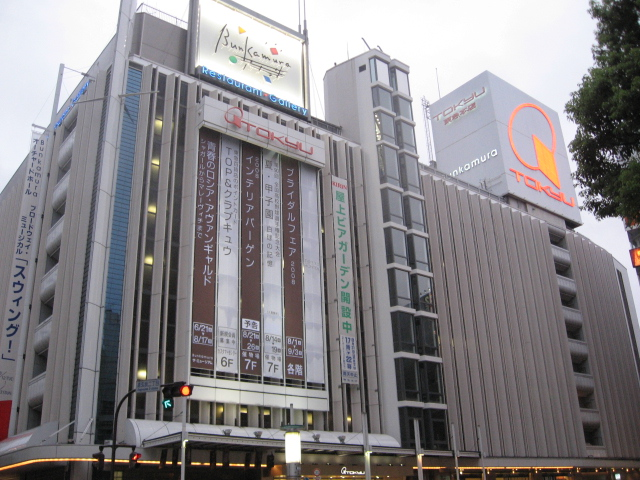
본점
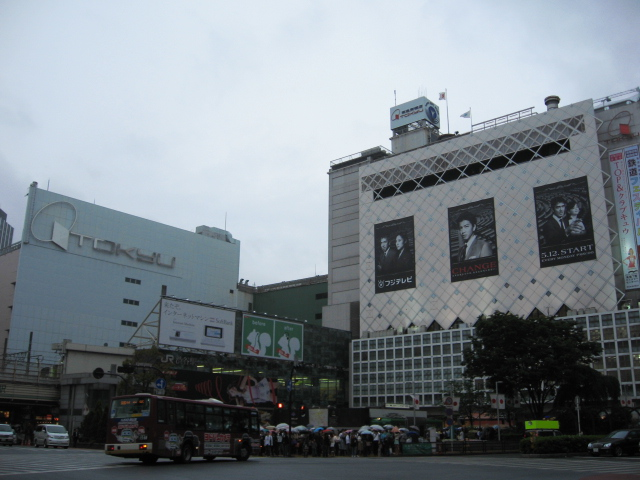
도요코 점
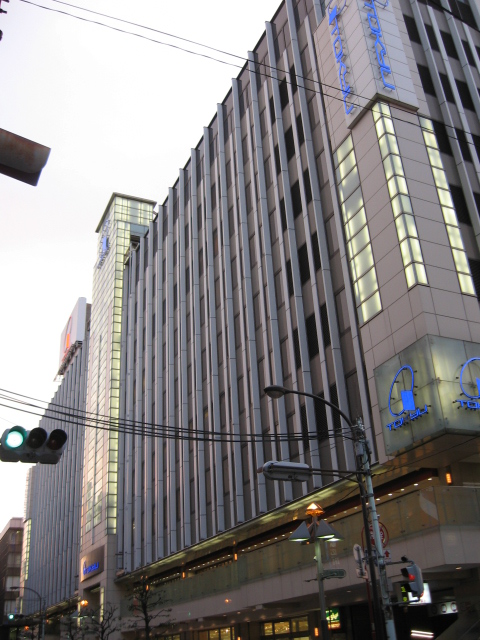
기치조지 점
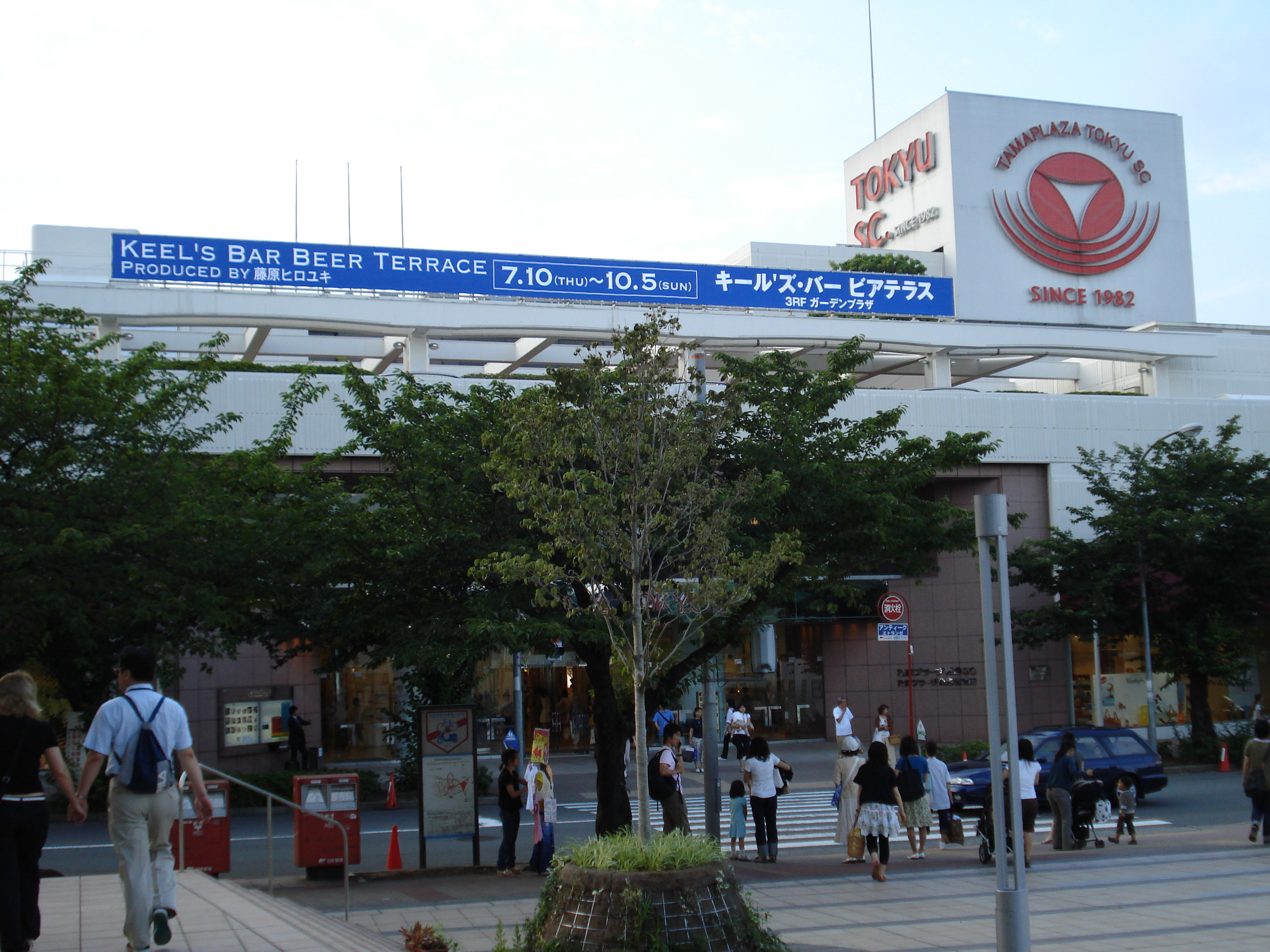
다마 플라자 점
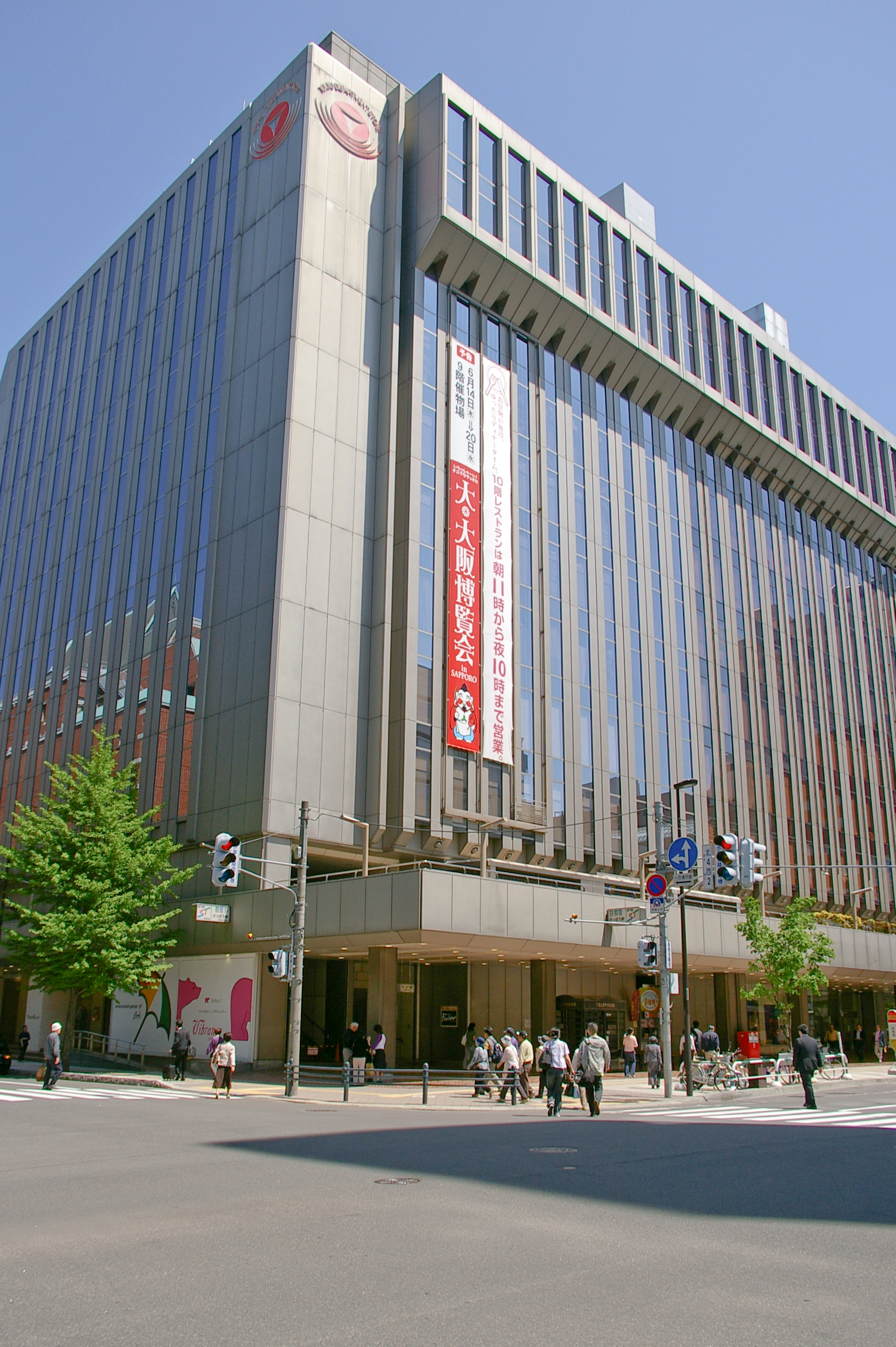
삿포로 점

### 전문점 빌딩
- 히요시 도큐 아베뉴(요코하마 시 고호쿠구)
- 고호쿠 도큐 백화점(요코하마 시 쓰즈키구)
- 마치다 도큐 트윈즈(도쿄 도 마치다시)

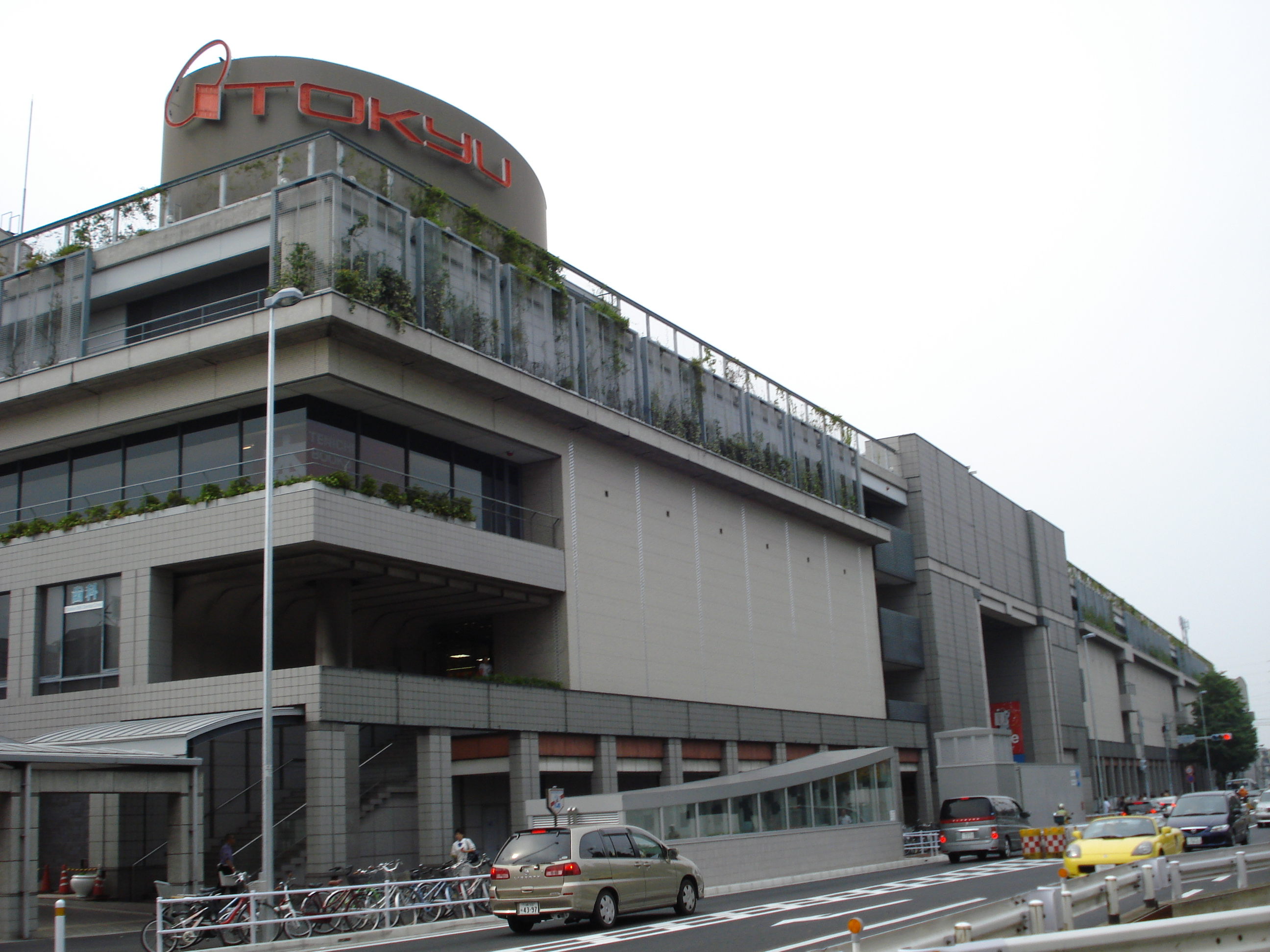
히요시 도큐 아베뉴
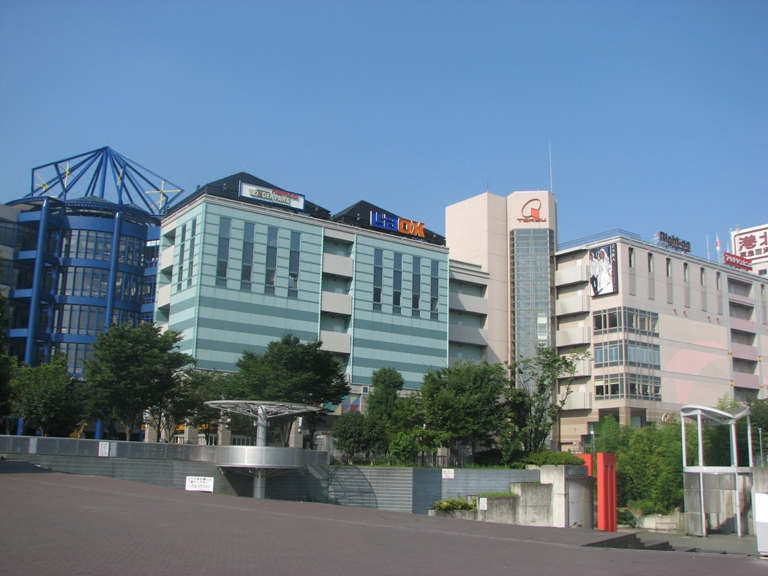
고호쿠 도큐 백화점
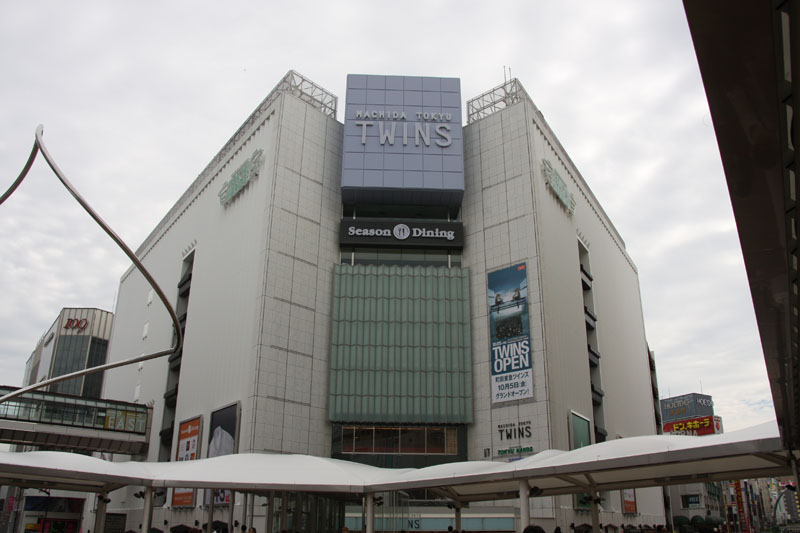
마치다 도큐 트윈즈(동관)
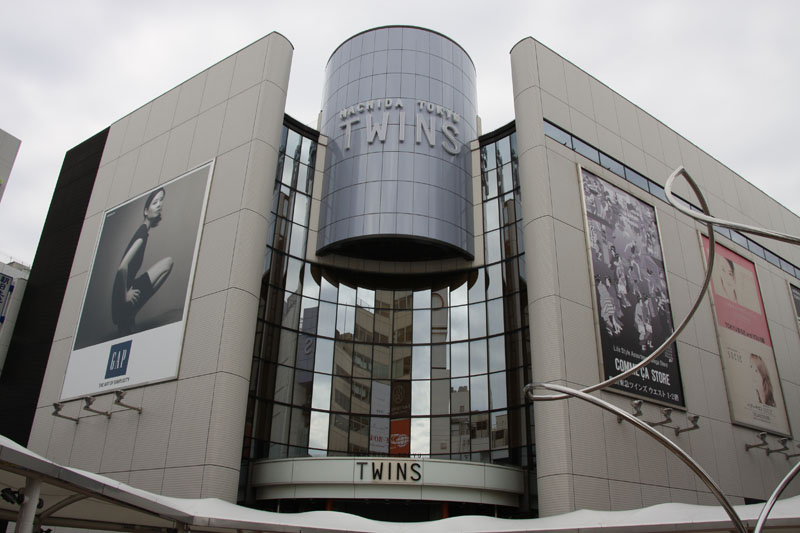
마치다 도큐 트윈즈(서관)